# Австралоазиатские пауки
Periegops (лат.) — род аранеоморфных пауков, выделяемый в монотипическое семейство Periegopidae. До недавнего времени были известны по единственному новозеландскому виду — Periegops suteri, который в разное время рассматривали в семействах Sicariidae и Segestriidae (вместе с некоторыми другими родами — в составе подсемейства Periegopinae). Выделение представителей Periegops в самостоятельное семейство было предложено в 1995 году новозеландским зоологом Раймондом Форстером, описавшим ещё один вид, обитающий на северо-востоке Австралии, — Periegops australia.

## Виды
Periegops Simon, 1893
- Periegops australia Forster, 1995 — Австралия (Квинсленд)
- Periegops keani Vink, Dupérré & Malumbres-Olarte, 2013 — Новая Зеландия (Северный остров)
- Periegops suteri (Urquhart, 1892) — Новая Зеландия (Южный остров)[1]